# Messier 56
Messier 56 (também conhecido como NGC 6779 ou M56) é um aglomerado globular localizado na constelação de Lyra a 32 900 anos-luz da Terra. Foi descoberto por Charles Messier em 1779. Possui um raio de 42,5 anos-luz e uma dimensão aparente de 8,8 minutos de arco.

## Descoberta e visualização
O aglomerado globular foi uma das descobertas originais do astrônomo francês Charles Messier, que o viu pela primeira vez em 23 de janeiro de 1779, descrevendo-o como uma "nebulosa sem estrelas". Suas estrelas mais brilhantes foram resolvidas pela primeira vez por William Herschel, descobridor de Urano, em 1784.

## Características

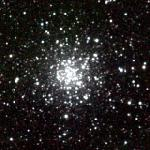
Messier 56, projeto 2MASS

É um dos aglomerados globulares menos brilhantes do Catálogo Messier, e não possui um núcleo brilhante, comum a outros objetos de sua espécie. Assim sendo, não é difícl resolver suas estrelas mais brilhantes, mesmo estando a uma grande distância da Terra. É classificado como um aglomerado globular classe X em densidade estelar, segundo a classificação de Harlow Shapley e Helen Sawyer Hogg, onde aglomerados de classe I são os mais densos e os de classe XII são os menos densos.
Situando-se a uma distância de 32 900 anos-luz do Sistema Solar, seu diâmetro aparente na esfera celeste corresponde a um diâmetro real de 88 anos-luz. Visualmenete, apenas um terço de seu diâmetro é visível. Suas estrelas mais brilhantes têm magnitude aparente 13, enquanto a magnitude aparente média de suas estrelas seja 16,2. De acordo com Helen Sawyer Hogg, as 25 estrelas mais brilhantes do aglomerado têm uma magnitude aparente 15,31. Pertence à classe espectral integrada F5, com um índice de cor -0,04.
Apenas doze doze estreas variáveis foram encontradas no aglomerado, que está se aproximando radialmente da Terra a uma velocidade de 145 km/s.

## Galeria

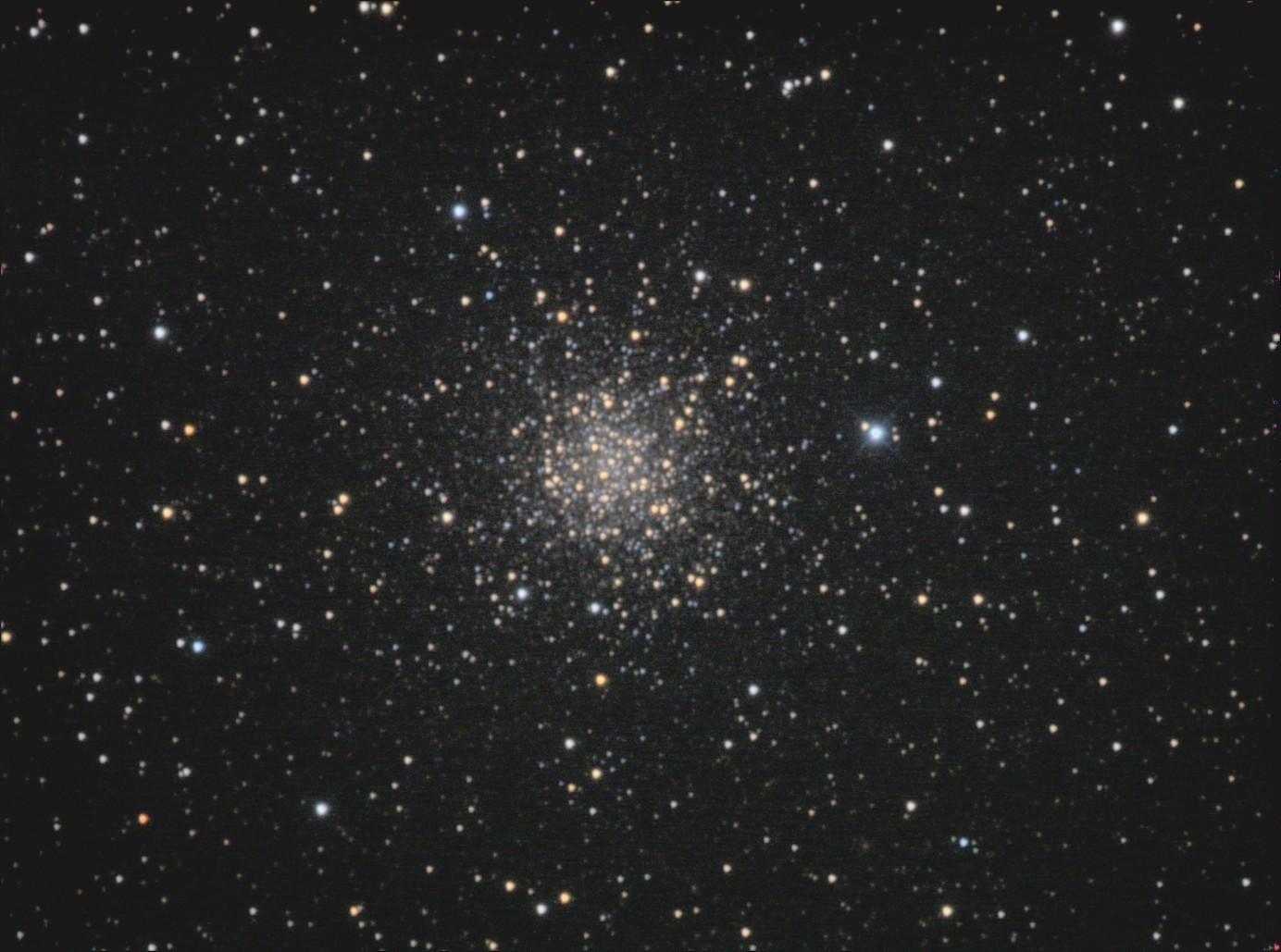
Messier 56, Robert J. Vanderbei
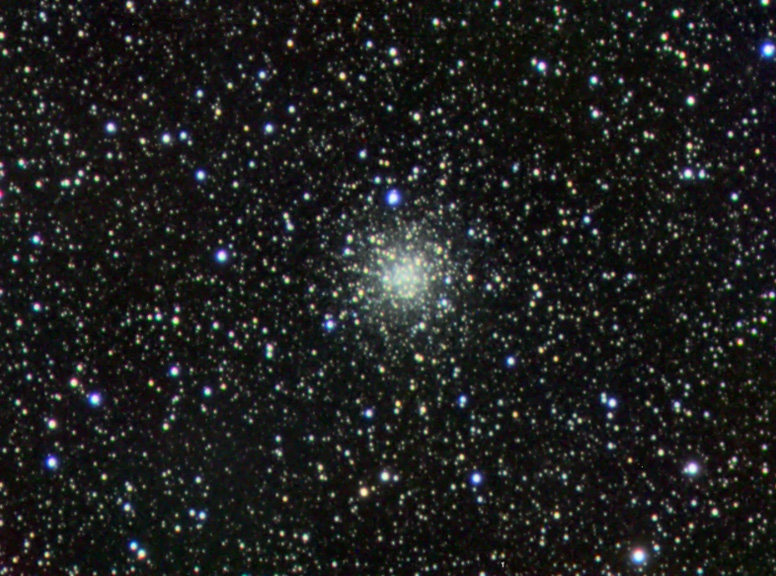
Messier 56, Filip Lolić
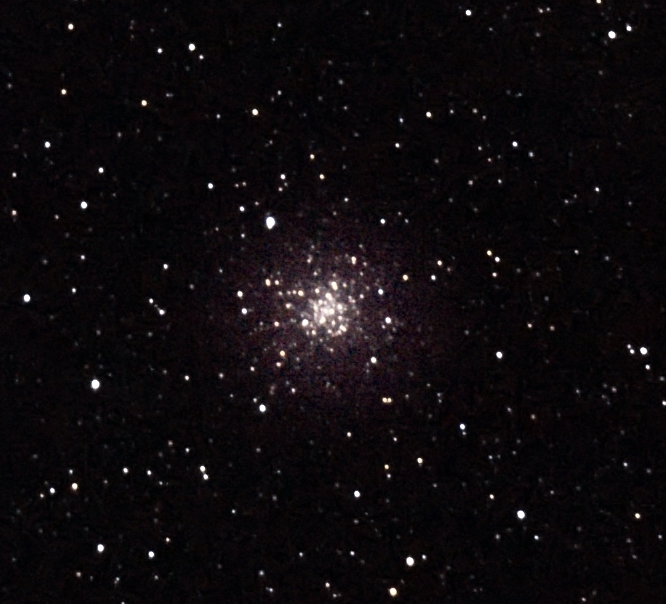
Messier 56, José Carlos Castro
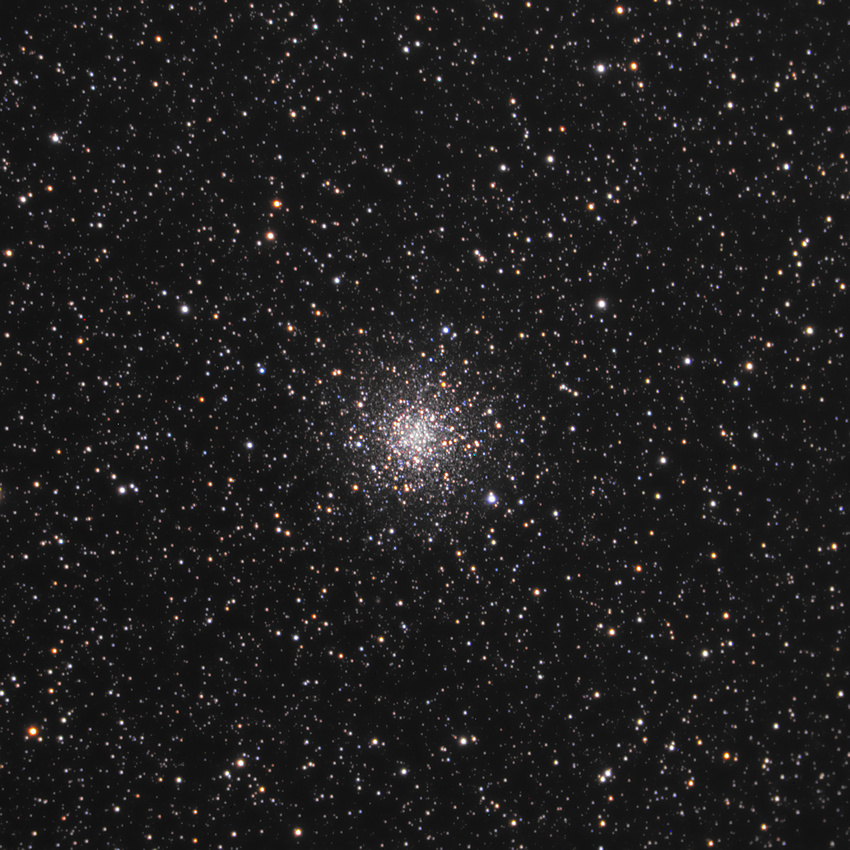
Messier 56, Hunter Wilson